# Mademoiselle de Scudéry. Récit de l'époque de Louis XIV
Pour les articles homonymes, voir Mademoiselle de Scudéry.
Mademoiselle de Scudéry. Récit de l'époque de Louis XIV (titre original : Das Fräulein von Scuderi. Eine Erzählung aus dem Zeitalter Ludwigs des Vierzehnten ; littéralement : Mademoiselle de Scudéry. Chronique du règne de Louis XIV) est un roman court de Ernst Theodor Amadeus Hoffmann, publié pour la première fois en 1819 dans le Taschenbuch für das Jahr 1820. Der Liebe und Freundschaft gewidmet (Almanach de l'année 1820. Consacré à l'amour et à l'amitié). Il est repris plus tard dans le troisième volume du recueil en quatre volumes de nouvelles et de contes de fées publié entre 1819 et 1821 sous le titre  Les Frères de Saint-Sérapion (Die Serapionsbrüder).
L'édition de 1819 reçoit aussitôt un accueil très favorable, tant de la part de la critique que du public, permettant à Hoffman de devenir un auteur populaire et bien payé. La nouvelle est, encore aujourd'hui, considérée comme l'une des meilleures de l'auteur, non seulement du fait de son intrigue pleine de tension dramatique, de sa description de la vie, des lieux et des gens du Paris de la fin du XVIIe siècle, mais aussi du fait des différents niveaux d'interprétation qu'elle permet. Il s'agit également d'une des toutes premières nouvelles de l'histoire de la littérature policière.

## Résumé
En 1680, dans le Paris de Louis XIV, un insaisissable assassin, qui fait probablement partie d'une bande, sème la terreur parmi la population, tout en se moquant de la garde royale censée maintenir l'ordre et la sécurité. Les crimes sont commis de nuit, dans des rues désertes ou dans des hôtels particuliers, au détriment de beaux messieurs qui se rendent auprès de leur maîtresse et qui sont tués puis délestés de précieux bijoux qu'ils allaient offrir à l'élue de leur cœur. Bien que les gardes arrivent parfois sur les lieux du crime alors que le coupable est toujours présent, ce dernier semble se volatiliser dès qu'on se jette à ses trousses. 
Une nuit, Mlle de Scudéry, femme de lettres célèbre et respectée qui vit dans une petite maison de la rue Saint-Honoré, reçoit un coffret de beaux bijoux offerts par la bande de voleurs. Elle cherche conseil auprès de son amie, Mme de Maintenon. La Marquise reconnaît immédiatement les bijoux comme le travail de l'orfèvre René Cardillac, dont la renommée dépasse les frontières du royaume de France. Il est également célèbre pour une étrange attitude : il crée les plus beaux bijoux, mais ne veut pas s'en séparer. C'est toujours avec un long retard qu'il cède finalement la pièce au client qui l'a commandée, et souvent après maintes protestations parfois violentes.
Plusieurs mois plus tard, Mlle de Scudéry roule en voiture sur le Pont Neuf quand un jeune homme lui jette une lettre avant de disparaître dans la foule. La lettre intime l'ordre de rendre les bijoux du coffret à Cardillac. Un refus, avertit la lettre, mettrait sa vie en danger.
Deux jours plus tard, Mlle de Scudéry se rend chez Cardillac, mais arrive au moment où son corps est emporté. Il a été assassiné et Olivier Brusson, son assistant, est inculpé. Madelon, la fille de Cardillac et la fiancée d'Olivier, proteste de son innocence. Bouleversée par les souffrances de Madelon, Mlle de Scudéry l'emmène chez elle pour la soigner. Elle intercède aussi auprès de La Régnie, responsable de la justice, pour faire libérer le jeune homme. On la reçoit gracieusement, mais on repousse sa demande en lui présentant des preuves circonstancielles qui prouveraient qu'Olivier est bien le meurtrier. Or, Mlle de Scudéry, qui a entendu la preuve, demeure convaincue du contraire. La Régnie lui accorde la permission de s'entretenir avec Olivier, mais quand elle le rencontre en prison, elle reconnaît le jeune homme qui lui a jeté la lettre sur le Pont Neuf et, sur le coup, tombe inconsciente. Elle doute maintenant de l'innocence d'Olivier et maudit le destin qui lui a fait croire en la vérité et la vertu.
Dans l'espoir que Olivier avouera, Desgrais, ami de Mlle de Scudéry et officier de police, propose d'organiser une rencontre avec Olivier dans sa maison. En proie à de mauvais pressentiments, Mlle de Scudéry accepte néanmoins d'obéir décidée à faire toute la lumière sur ce mystère. Olivier est amené dans sa maison et, tandis que les gardes attendent dehors, il tombe à genoux et lui raconte son histoire.
Olivier raconte à la vieille demoiselle qu'il était le fils de la pauvre Anne, une malheureuse fille que Mlle de Scudéry avait élevée avec amour comme sa propre fille et dont elle n'a plus entendu parler depuis qu'elle a épousé un jeune horloger de Genève. En raison de la jalousie de ses concurrents, Olivier raconte que son père n'a pas pu s'établir à Genève, et que lui et sa femme sont morts dans la pauvreté. De son côté, Olivier, qui avait grandi, avait réussi à être embauché chez un orfèvre, où la qualité de son travail lui a permis d'avoir l'honneur de devenir l'assistant de René Cardillac à Paris.
Tout allait bien, raconte Olivier, jusqu'à ce que Cardillac le jette à la rue après avoir découvert que son assistant et sa fille Madelon étaient tombés amoureux. Désespéré, Olivier revient une nuit chez Cardillac dans l'espoir d'apercevoir son bien-aimée. Au lieu de cela, il voit Cardillac sortir de la maison par une entrée secrète et, non loin de là, s'attaquer et tuer un homme en le poignardant. Cardillac, qui sait que Olivier a vu le meurtre, l'invite à revenir dans son atelier et lui offre sa fille en mariage. Olivier l'avoue à Mlle de Scudéry, son silence a été acheté, mais il souligne aussi combien, depuis ce temps, il souffre des mille tourments de la culpabilité.
Après cette confession d'Olivier, Mlle de Scudéry se trouve plus que jamais impliquée dans cette affaire, et ce n'est qu'au terme d'une fine stratégie et de rebondissements inattendus qu'elle pourra faire éclater la vérité.

## Adaptations

### À l'opéra
- 1926 : Cardillac, opéra en trois actes et quatre tableaux composé par Paul Hindemith sur un livret de Ferdinand Lion, tiré de la nouvelle Mademoiselle de Scudéry de E.T.A. Hoffmann

### Au cinéma
- 1911 : Mademoiselle de Scudery, film muet italien réalisé par Mario Caserini
- 1919 : Das Fräulein von Scuderi, film muet allemand réalisé par Karl Frey et Gottfried Hacker, avec Anna Dandler dans le rôle-titre et Arnold Marlé dans celui de Cardillac
- 1923 : Le Sang et l'Âme (Chî to reî), film muet japonais réalisé par Kenji Mizoguchi, adaptation de la nouvelle Mademoiselle de Scudéry transposée au Japon
- 1955 : Das Fräulein von Scuderi, film germano-suédois réalisé par Eugen York, avec Henny Porten dans le rôle-titre et Willy A. Kleinau dans celui de Cardillac

### À la télévision
- 1976 : Das Fräulein von Scuderi, téléfilm allemand réalisé par Lutz Büscher, avec Angela Salloker dans le rôle-titre et Hannes Messemer dans celui de Cardillac
- 1986 : Scuderi Kisasszony, téléfilm hongrois réalisé par Gyula Maár

## Éditions
- Feldges B. & Stadler U., editors. E.T.A. Hoffmann: Epoche-Werk-Wirkung, Munich: Beck'sche Elementarbücher, 1986  (ISBN 3-406-31241-1).